# Elizabeth María Bravo Iniguez
Elizabeth María Bravo Iniguez (30 de gener de 1987) és una esportista equatoriana de l'especialitat de Triatló, campiona sud-americana durant els Jocs de Medellín de 2010, on va ser la quarta esportista amb el major nombre de medalles. Aquesta fita va ser resultat directe del seu desempeny en aquesta edició dels jocs, on va assolir un total de tres medalles:
- Medalla de plata en la categoria de Velocitat Distància Triatló per a Equips Femenins.
- Medalla de bronze en la categoria de Triatló Velocitat Distància Femenina.
- Medalla de bronze en la categoria de Triatló Distància Olímpica per a Equips Femenins.